# 多德里奇縣 (西維吉尼亞州)
多德里奇縣（英語：Doddridge County）是美國西維吉尼亞州中北部的一個縣。面積830平方公里。根據美國2000年人口普查，共有人口7,403人。縣治西聯合城（West Union）。
成立於1845年2月4日。本縣紀念曾任維吉尼亞州州眾議員、聯邦眾議員的菲利浦·多德里奇（Philip Doddridge）。